# Eleições municipais em Boa Vista em 1985
As eleições municipais em Boa Vista em 1985 ocorreram em 15 de novembro, como parte das eleições em 201 municípios nos 23 estados brasileiros e nos territórios federais do Amapá e Roraima. Foi a primeira eleição direta para prefeito na história boa-vistense.
Nascido em Borba, o advogado amazonense Sílvio Leite reside em Roraima há cerca de vinte anos. Fundador do MDB, foi candidato único a deputado federal em 1978, não se elegendo por falta de quociente eleitoral, situação idêntica à de 1982, quando foi o mais votado entre os candidatos do PMDB. Eleito prefeito de Boa Vista em 1985, sobreviveu a um atentado em maio de 1987. Assassinado a tiros em 9 de outubro do referido ano, foi sepultado no cemitério São João Batista, em Manaus.
Natural de Boa Vista, o médico Robério Araújo graduou-se pela Universidade Federal do Pará em 1979, sendo eleito vereador na capital roraimense pelo PDS em 1982. Durante o mandato, ingressou no PFL e pouco depois foi eleito vice-prefeito na chapa de Sílvio Leite, servindo à administração do mesmo como secretário municipal de Saúde. Efetivado prefeito após o assassinato o titular, manteve-se no cargo em meio a disputas judiciais.

## Resultado da eleição para prefeito
Foram apurados 21.257 votos nominais, assim distribuídos:
| Candidatos a prefeito de Boa Vista | Candidatos a vice-prefeito       | Número | Coligação                       | Votação | Percentual |
| ---------------------------------- | -------------------------------- | ------ | ------------------------------- | ------- | ---------- |
| Sílvio Leite PMDB                  | Robério Araújo PFL               | 15     | Aliança Democrática (PMDB, PFL) | 11.594  | 54,54%     |
| Ottomar Pinto PTB                  | Alcides Rodrigues dos Santos PTB | 14     | PTB (sem coligação)             | 8.270   | 38,91%     |
| Hélio Campos PDT                   | Waldecir João Fontana PDT        | 12     | PDT (sem coligação)             | 1.393   | 6,55%      |
| Fontes:                            |                                  |        |                                 |         |            |